# Regierung vun der Befreiung

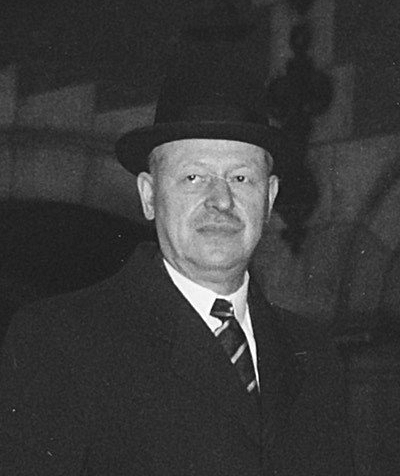
Pierre Dupong war zwischen 1937 und 1953 Premierminister von Luxemburg.

Die Regierung vun der Befreiung (Alternativname: Regierung Dupong IV) wurde in Luxemburg von Premierminister Pierre Dupong von der Chrëschtlech Sozial Vollekspartei (CSV) am 23. November 1944 gebildet. Der Regierung gehörten Vertreter der Chrëschtlech Sozial Vollekspartei (CSV) sowie der Lëtzebuerger Aarbechterpartei (LAP) an. Sie löste die Lëtzebuerger Exilregierung ab und blieb bis zur Ablösung durch die Regierung vun der Nationaler Unioun am 14. November 1945 im Amt. 

## Minister
Der Regierung gehörten folgende Minister an:
| Amt                                                                    | Amtsinhaber            | Partei | Beginn der Amtszeit                | Ende der Amtszeit                  |
| ---------------------------------------------------------------------- | ---------------------- | ------ | ---------------------------------- | ---------------------------------- |
| Premierminister, Staatsminister                                        | Pierre Dupong          | CSV    | 23. November 1944                  | 14. November 1945                  |
| Finanzminister und Verteidigungsminister                               | Pierre Dupong          | CSV    | 23. November 1944                  | 14. November 1945                  |
| Außenminister und Minister für Weinbau                                 | Joseph Bech            | CSV    | 23. November 1944                  | 14. November 1945                  |
| Innenminister                                                          | Joseph Bech Robert Als | CSV –  | 23. November 1944 25. Februar 1945 | 25. Februar 1945 14. November 1945 |
| Minister für Arbeit, soziale Wohlfahrt und Bergbau                     | Pierre Krier           | LAP    | 23. November 1944                  | 14. November 1945                  |
| Justizminister, Minister für öffentliche Arbeiten und Verkehrsminister | Victor Bodson          | LAP    | 23. November 1944                  | 14. November 1945                  |
| Minister für öffentlichen Unterricht                                   | Pierre Frieden         | CSV    | 23. November 1944                  | 14. November 1945                  |
| Minister für Landwirtschaft, Handel und Industrie                      | Guillaume Konsbruck    | –      | 25. Februar 1945                   | 21. April 1945                     |
| Landwirtschaftsminister                                                | Nicolas Margue         | CSV    | 21. April 1945                     | 14. November 1945                  |
| Minister für Wiederaufbau und Wirtschaftsminister                      | Guillaume Konsbruck    | –      | 21. April 1945                     | 14. November 1945                  |